# Anne de Bade-Durlach
Anne Marie de Bade-Durlach (en allemand Anna von Baden-Durlach) est née à Hachberg (Allemagne) le 13 juin 1587 et meurt à Arolsen le 11 mars 1649. Elle est une noble allemande, fille de Jacques III de Bade-Hachberg (1562-1590) et d’Élisabeth de Pallent-Culemberg.

## Mariage et descendance
Le 8 septembre 1607 elle se marie à Durlach avec Wolrad IV de Waldeck-Eisenberg (1588-1640), fils de Josias Ier de Waldeck-Eisenberg (1554-1588) et de Marie de Barby-Mühlingen (1563-1619). Le couple a 10 enfants :
- Marie Élisabeth (* 2 septembre 1608, † 19 février 1643 à Bâle), mariée en 1634 à Frédéric V de Bade-Durlach (* 6 juillet 1594; † 8 septembre 1659)
- Josias-Florent (* 1612 à Arolsen, † 1613 à Eilhausen)
- Philippe Dietrich (* 2 novembre 1614 à Arolsen, † 7 décembre 1645 à Korbach)
- Jean-Louis (* 1616 à Arolsen, † 1638 à Wouw)
- Geroges-Frédéric (* 10 février 1620 à Arolsen, † 19 novembre 1692 à Arolsen)
- Jacob (* 1621 à Arolsen, † 1645 à Flandern)
- Christian (*/† 1623 à Arolsen)
- Anne Julienne (*/† 1624 à Arolsen)
- Wolrad V de Waldeck (* 1625 à Arolsen, † 1657 à Bartenstein)
- Charlotte (*/† 1629 à Arolsen)